# Клявиньш, Янис
Янис Янович Клявиньш (Клявинь, латыш. Jānis Kļaviņš; 27 апреля 1933, Рига, Латвия — 25 ноября 2008, Латвия) — латвийский советский шахматист и физик.

## Карьера шахматиста
У Яниса Клявиньша была яркая, но короткая жизнь шахматиста. Он выиграл чемпионат Латвии по шахматам в 1952 году и ещё три раза (1956, 1959, 1960) завоевал бронзовую медаль на этом турнире. В 1955 году Янис Клявиньш выполнил норму мастера СССР на командных соревнованиях в Ворошиловграде.
В 1956 году он добился наивысшего успеха в своей шахматной карьере, победив в Первом Всесоюзном Массовом турнире в Москве, опередив Болеславского, Макогонова, Штейна и Холмова.
В составе команды Латвии Янис Клявиньш участвовал в Спартакиадах народов СССР в 1953, (занял первое место на третьей доске), 1955, 1958, 1959, 1960 (занял третье место на третьей доске), 1962 и 1963 годах Также он представлял латвийскую команду «Даугава» на командном Кубке СССР в 1954 и 1961 годах.
Янис Клявиньш был шахматистом комбинационного стиля, сила которого была в точном расчёте вариантов. Но к середине шестидесятых он всё реже участвует в турнирах, так как верх начинает брать научная деятельность, которой Янис Клявиньш посвятил большую часть своей жизни.

## Карьера учёного
После окончания физико-математического факультета Латвийского университета в 1957 году Янис Клявиньш начал работать в Институте физики Латвийской академии наук (теперь — Институт физики Латвийского университета). Он работал на должностях инженера, директора лаборатории института, научного секретаря и заместителя директора по научной работе. В Институте физики он защитил диссертацию на соискание учёной степени кандидата наук по физике (позже, в годы восстановления независимости Латвии, нострифицирован на степень доктора физики). Занимался исследованием тепловых задач для магнитогидродинамических машин.
Лауреат Государственной премии СССР за 1991 год — за разработку теории квазиравновесной кристаллизации металлических сплавов и её применение к проблемам затвердевания слитка.